# Хирохито
Хирохито (на японски: 裕仁) или император Шьова (на японски: 昭和天皇), (1901 – 1989) е император на Япония от 1926 до 1989 година, генералисимус на японските войски и британски почетен генерал. Името Хирохито означава буквално „изобилна доброжелателност“. Неговото управление е най-дългото в историята на Япония.

## Биография
Роден е на 29 април 1901 г. в Императорския дворец в Токио, Япония. Син е на император Йошихито. През 1908 г. започва началното си образование в училището Гакусюин. Като малък развива интерес към морската биология и по-късно през живота си пише няколко книги на тази тема. През 1921 г. посещава Европа, ставайки първият японски кронпринц, пътувал зад граница. Във Великобритания е направен почетен генерал на британската армия (от 1930 г. фелдмаршал). Завръща се в същата година и е обявен за принц регент, а баща му се оттегля от престола, тъй като страда от психично заболяване. През 1924 г. Хирохито се жени за принцеса Нагако Куни.
На 25 декември 1926 г. Хирохито официално става император на Япония, след като баща му умира. Управлението му става известно като Шьова – буквално „ярък мир“ или „просветена хармония“. Конституцията Мейджи от 1889 г. предоставя на императора върховна власт, макар на практика той да се съгласява с политиките, формулирани от министрите и съветниците си. Все пак, от време на време той отстоява авторитета си, като например през февруари 1936 г. нарежда потушаването на опит за преврат от няколко военни офицери.
Все още съществуват разногласия между историците относно ролята на Хирохито по време на милитаристичния период в Япония от началото на 1930-те години до края на Втората световна война през 1945 г. Според много сведения, той е имал силни опасения относно войната със САЩ и се е противопоставял на идеята за съюз със Силите на Оста (Германия и Италия), но е бил притиснат да върви по пътя на милитаристите, които с годините печелят все по-голямо влияние във въоръжените сили и правителството на страната. Съществуват и други мнения, според които Хирохито активно е участвал в японските експанзионистични политики от нахлуването в Манджурия през 1931 г. до края на световната война. В защита на тези мнения са фактите, че той до поражението на страната във войната управлява по конституция, според която той е ръководител на империята, главнокомандващ на Воържените сили, обявява война, сключва мир и подписва Международните договори и нито един член на конституцията не ограничава пълномощията му. Също така директивите на Японското Върховно командване са предавани за изпълнение само след внимателно проучване от Императора, както и основаните на тях основни щабни заповеди. През периода 1937 - 1945 г. са издадени общо 1392 императорски заповеди за армията и 361 за флота. В ключови документирани моменти Хирохито ежедневно участва изготвянето на Стратегическите планове, а понякога ръководи и текущи военни операции. Одобрява директивите за използването на Химическо оръжие в Китай и за "ограничаване действието на международното право" спрямо военнопленниците след ескалацията на войната срещу Китай през 1937 година. Също така на неформалните брифинги на които началник-щабовете или министрите отговарят на въпросите на монарха, неговите въпроси, препоръки и понякога критики са равносилни на заповеди. Според трети, истината е някъде по средата. Така или иначе, той не е изправен пред съд за военни престъпления, за разлика от много от министрите си.
Независимо от това, през август 1945 г. Японската империя е изправена пред поражение и мненията сред държавниците са разделени между подкрепяне на преговорите за капитулация и настояване за отчаяна отбрана на японските острови срещу очакваното нахлуване на Съюзниците. Тогава Хирохито решава спора в полза на тези, искащи мира. Той нарушава императорското мълчание с безпрецедентна реч на 15 август 1945 г. по радиото, обявявайки капитулацията на Япония. Във второ историческо изявление на 1 януари 1946 г. той отхвърля традиционния божествен статут на императора.
Под новата конституция на страната, съставена от американските окупационни власти след войната, Япония става конституционна монархия. Това дава върховна власт на народа, а не на императора, чиито правомощия са сериозно съкратени. Той остава само „символ на държавата и единността на народа“. В опит да доближи императорското семейство до хората, Хирохито започва да се появява често на публични събития и позволява снимките и статиите, касаещи личния му и семейния му живот. Това го прави популярен и спомага за опазването на императорската система в Япония.
През 1959 г. най-големият му син, кронпринц Акихито, се жени за обикновената гражданка Шода Мичико, нарушавайки 1500-годишната императорска традиция. През 1971 г. Хирохито нарушава още една традиция, когато тръгва на обиколка из Европа, ставайки първият управляващ император, посетил друга държава. През 1975 г. посещава САЩ, където се отбива до Дисниленд в Калифорния и се среща с президента Ричард Никсън – първата среща между японски император и американски президент.
Хирохито умира на 7 януари 1989 г. в Императорския дворец в Токио от рак на тънкото черво. Наследен е от сина си, Акихито. По това време Япония вече се е превърнала във втора икономическа сила в света.

## Галерия
- Хирохито на 1 годинка, 1902 г.
- Хирохито като кронпринц в Оксфорд, 1921 г.
- Хирохито с жена си, Нагако Куни, през 1924 г.
- Хирохито след церемония по възкачването си на престола, 1928 г.
- Император Хирохито на любимия си бял кон, Шираюки (букв. „Снежнобял“), по време на инспекция на армията, 8 януари 1938 г.
- Хирохито като началник на Императорския генерален щаб, 29 април 1943 г.
- Хирохито с генерал Дъглас Макартър, ръководещ американската окупация в Япония след войната, Токио, 27 септември 1945 г.
- Императорът на посещение в Хирошима, 1947 г.
- Хирохито на гости при американския президент Ричард Никсън, 27 септември 1971 г.
- Императорът и императрицата на посещение в Нидерландия, 8 октомври 1971 г.
- Николае и Елена Чаушеску с Хирохито по време на визита в Токио, 1975 г.
- Хирохито с американския президент Джералд Форд, 2 октомври 1975 г.
- Хирохито с американския президент Роналд Рейгън, 9 ноември 1983 г.